# Иван Фёдорович (князь рязанский)
Ива́н Фёдорович (ум. 1456) — рязанский великий князь (1417—1456), младший сын Фёдора Ольговича.

## Биография
Старший брат Ивана умер в 1407 году, то есть ещё при жизни отца, так что великокняжеский престол по смерти Фёдора Ольговича в 1417 году перешёл к Ивану.
В период между 1425 и 1430 гг Иван Фёдорович «добил челом» великому князю Литвы Витовту и уступил ему Тулу, Берестье и пр., но после смерти Витовта Иван Фёдорович заключил договор с великим князем московским Василием Васильевичем Тёмным, которому помогал в войне против Юрия Дмитриевича, а потом заключил такой же договор и с Юрием, когда последний занял великокняжеский стол.
Осенью 1429 года присутствовал у Витовта на съезде монархов со всей Центральной и Восточной Европы в Троках и Вильно.
После смерти Юрия в 1434 году Иван снова заключил договор с Василием, обязываясь не заключать договоров ни с татарами, ни с Литвой. В то же время, Василий заключил договор с королём Польши и великим князем литовским Казимиром IV Ягеллоном, по которому последний обязался не нападать на князя рязанского, а если Иоанн «в чем-либо согрубит королю, то последний должен обослаться о том с Василием, который и вразумит рязанского князя; в случае же неисправления последнего, Казимир может наказать его сам, а Василий в это не вступается».
Примечательно в этом договоре то, что князю рязанскому предоставляется полная свобода примкнуть к Литве. Соглашаясь на это, Василий, вероятно, рассчитывал на происходившие тогда в Польше и Литве смуты. Татары при Иване часто делали набеги на Рязанское княжество.
В 1447 году утвердил договор с великим князем московским Василием II Тёмным.
В 1456 Иоанн постригся в монашество с именем Иона и скончался вскоре за своей супругой, оставив своего 8-летнего сына Василия на попечение великого князя московского Василия Тёмного.
Иван Фёдорович погребён вместе с супругой в Рязанском Рождественском соборе.

## Семья
Отец: Фёдор Ольгович (ум. 1427) — великий князь рязанский (1402—1417).
Мать: Софья Дмитриевна (около 1372—1427) — дочь Дмитрия Донского.
Супруга: Анна (ум. 1456)
Дети:
- Пётр (умер малолетним при жизни отца)
- Василий (1447/1448—1483) — Великий князь рязанский (1456—1483).
- Феодосия

## В культуре
- Персонаж романа Николая Полевого «Клятва при гробе Господнем. Русская быль XV века» (1832).